# Accidente de Brownsville de 2023

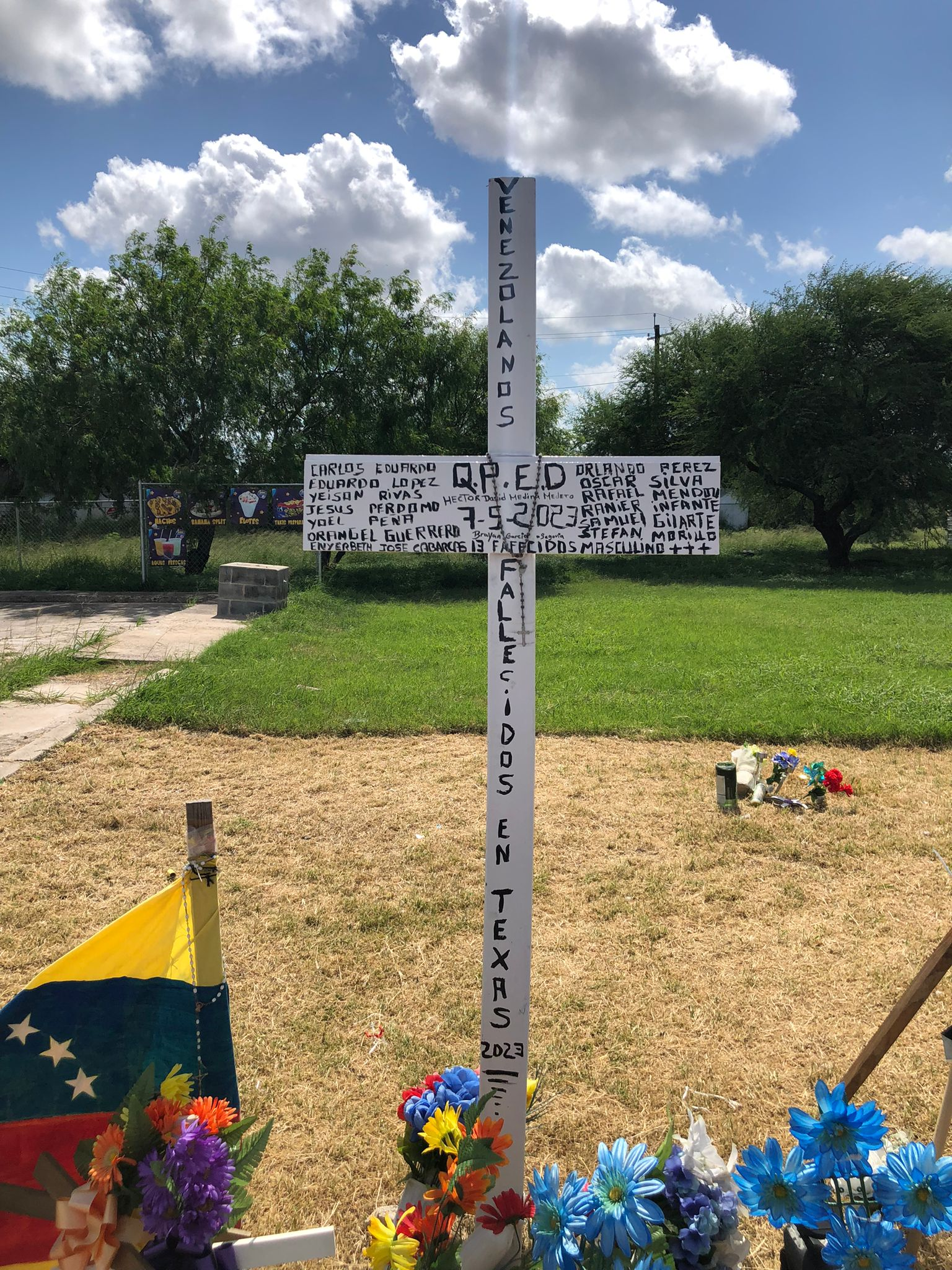
Lugar del accidente

El 7 de mayo de 2023, un vehículo deportivo Range Rover embistió a 18 personas en Brownsville, Estados Unidos. Ocho personas murieron y diez resultaron heridas. Las autoridades han declarado que se desconoce si el accidente fue intencional.

## Accidente
El accidente se produjo frente al Centro Ozanam, un albergue para inmigrantes, administrado por la Diócesis de Brownsville a través de las Caridades Católicas, después de que el sospechoso se pasara un semáforo en rojo cerca de una zona donde las víctimas esperaban un autobús. Según la policía local, todas las víctimas eran hombres inmigrantes venezolanos.
 Un testigo afirmó que el conductor gritó "fuck migrants" ("que se jodan los inmigrantes") al grupo, aunque el jefe de policía dijo que no podían validar las denuncias de insultos contra los inmigrantes.

## Sospechoso
George Álvarez (nacido el 9 de noviembre de 1988), de 34 años y residente en Brownsville, fue detenido y acusado de conducción imprudente, y después con ocho cargos de homicidio y diez cargos de asalto agravado con un arma mortal.
 La fianza se fijó en 3,6 millones de dólares. Álvarez tiene un extenso historial delictivo, incluyendo dos cargos de asalto agravado con un arma mortal, múltiples cargos de asalto causando lesiones corporales, y un cargo de conducir en estado de ebriedad. Las autoridades están a la espera de los resultados toxicológicos para determinar si Álvarez estaba intoxicado en el momento del accidente.